# François Rauber
François Rauber (* 19. Januar 1933 in Neufchâteau, Frankreich; † 14. Dezember 2003 in Paris) war ein französischer Pianist, Komponist, Arrangeur und Orchesterleiter. Bekannt wurde er insbesondere durch die Zusammenarbeit mit Jacques Brel, für den er zahlreiche Chansons komponierte und arrangierte.

## Leben
François Rauber studierte als klassischer Pianist am Konservatorium in Nancy und belegte die dortige Meisterklasse. Im Jahr 1951 kam er nach Paris, wo er als Pianist bei der französischen Nationalversammlung arbeitete, etwa bei musikalischen Empfängen. Daneben spielte er in diversen Pariser Cabarets, so im  La Rose Rouge, L’Écluse, La Fontaine des Quatre-Saisons sowie Jacques Canettis Les Trois Baudets, in dem er insbesondere Boris Vian begleitete.
Canetti war es auch, der Rauber am 23. Juli 1956 mit Jacques Brel zusammenführte, als er den Pianisten zur Begleitung Brels bei einem Auftritt im Musikpavillon von Grenoble engagierte. Es begann eine Zusammenarbeit, die erst durch Brels Tod im Jahr 1978 beendet wurde. Auf der dritten Schallplatte des Chansonniers 1958 waren noch verschiedene Arrangeure tätig, Rauber übernahm allerdings bereits die komplette B-Seite. Ab diesem Zeitpunkt war er, später in der Zusammenarbeit mit Gérard Jouannest, für die Arrangements von Brels Chansons zuständig und leitete das begleitende Orchester. Rauber war es, der Brel beeinflusste, seine Konzerte nicht länger mit Gitarre zu bestreiten, was dem Chansonnier erst seine typischen theatralischen Auftritte ermöglichte. Rauber verfeinerte die Chansons des musikalischen Autodidakten Brel mit seinen Kenntnissen von Kammermusik und Fuge und hielt Brels Neigung zur Übertreibung im Zaum. Dabei waren Raubers Instrumentierungen laut Olivier Todd eher impressionistisch, arbeiteten mit Modulation und Klangfarbe. Auch privat freundeten sich die beiden unterschiedlichen Persönlichkeiten an, und Rauber übernahm die Patenschaft von Brels dritter Tochter.
Zu den Chansons, die Rauber nach Brels Textvorlagen komponierte, gehören Chanson sans paroles, Les paumés du petit matin, Je t’aime, sowie in der Zusammenarbeit mit Brel bzw. Jouannest Isabelle, Litanies pour un retour, La statue, J’aimais und L’ivrogne. Zu weiteren Chansons siehe die Liste der Chansons und Veröffentlichungen von Jacques Brel.
Neben Brel arbeitete Rauber mit Anne Sylvestre, Barbara, Juliette Gréco, Georges Moustaki, Isabelle Aubret, Pierre Selos, Charles Aznavour und Colette Renard. Er schrieb zahlreiche Filmmusiken – auch hier oft mit Brel wie etwa bei Mein Onkel Benjamin und Die Filzlaus. Weiterhin komponierte er Zirkusmusik, Musik für Kinder sowie einige klassische Werke. Sein Violinkonzert Souvenance widmete er dem Andenken Jacques Brels. Im Jahr 2003 wurde Rauber mit dem Grand Prix SACEM ausgezeichnet.

## Filmografie
- 1961: Ferien in der Hölle (Vacances en enfer)
- 1967: Verleumdung (Les Risques du métier)
- 1969: Tim und Struppi im Sonnentempel (Tintin et le temple du soleil)
- 1969: Der Mann im roten Rock (Mon oncle Benjamin)
- 1972: Ein charmanter Gauner (Le bar de La Fourche)
- 1972: Tim und der Haifischsee (Tintin et le lac aux requins)
- 1973: Die Filzlaus (L'emmerdeur)
- 1977: Kommissar Moulin (Fernsehserie, 1 Folge)